# Niccolo Mauruzi da Tolentino à la tête de ses troupes
Niccolo Mauruzi da Tolentino à la tête de ses troupes est un tableau du peintre florentin Paolo Uccello réalisé vers 1435-1440. Cette tempera sur bois représente un épisode de la bataille de San Romano, qui a eu lieu en 1432. Conservé à la National Gallery de Londres, le tableau fait partie du cycle La Bataille de San Romano, lequel se compose également d'un tableau du  musée du Louvre à Paris, ainsi que d'un autre du musée des Offices, à Florence.

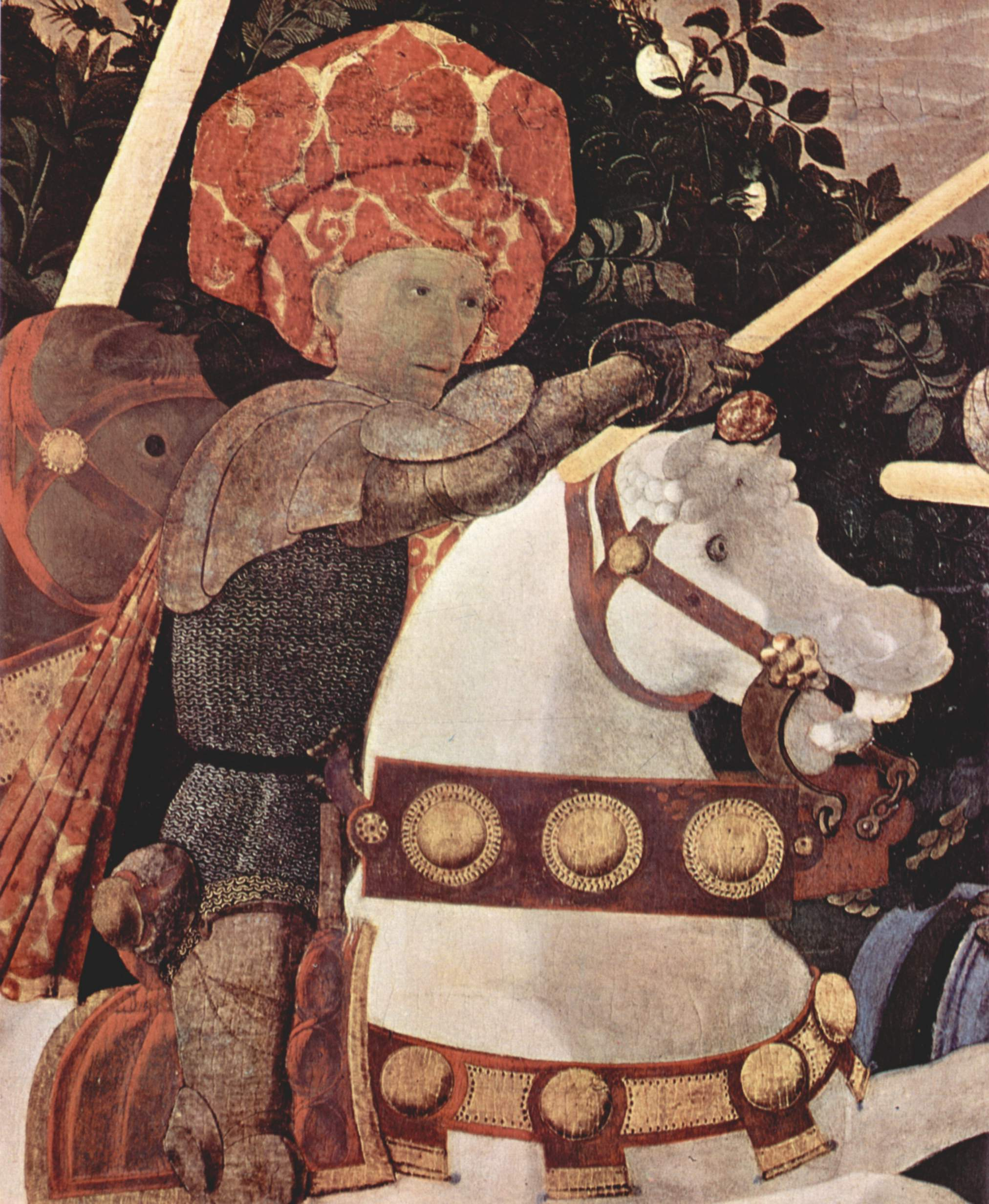
Détail du sujet principal.